# چیوتزا
چیوتزا (به ایتالیایی: Civezza) یک کومونه در ایتالیا است که در استان ایمپریا واقع شده‌است.

## خصوصیات
چیوتزا ۳٫۸ کیلومترمربع مساحت و ۵۵۷ نفر جمعیت دارد.